# Беспаев, Халел Абдулхакович
Халел Абдулхакович Беспаев (12 февраля 1933, с. Кокпекты, Восточно-Казахстанская область — 20 января 2022, Алма-Ата) — советский и казахский геолого-геохимик, доктор геолого-минеральных наук (1985), профессор (1994). Лауреат Государственной премии Республики Казахстан в области науки, техники и образования (1995).

## Биография
Окончил Казахский горно-металлургический институт (1955, ныне КазНТУ).
В 1955—1957 годах — старший геолог рудоуправления «Казолово», в 1957—1964 годах — научный сотрудник Алтайского научно-исследовательского горно-металлургического института (ныне Алтайского отдела, г. Усть-Каменогорск), в 1964—1971 годах — учёный секретарь отдела, заместитель академика-секретаря, заместитель председателя, учёный секретарь Президиума АН Казахстана. В 1971—1995 годах заведующий лабораторией, с 1995 года директор Института геологических наук.
Основные научные труды посвящены геохимии рудных месторождений. Исследовал геологические условия появления рудных месторождений, закономерность распространения рудных элементов. Открыл золотой прииск в Риддер-Соколовском месторождении, проводил геолого-разведывательные работы (1997).

## Сочинения
- Геохимическая эволюция магматических формации Рудного Алтая, Проблемы петрологии Казахстана, т. 2. — А.-А., 1975.
- Колчеданно-полиметаллические месторождения Прииртышского района. — А-А., 1988 (соавт.).